# 도은선생시집 권1~2
도은선생시집 권1~2(陶隱先生詩集 卷一~二)는 서울특별시 서초구에 있는, 고려말 문인 도은(陶隱) 이숭인(李崇仁, 1347～1392)의 문집 5권 가운데 권1～2에 해당하는 부분으로 금속활자본이다. 2019년 6월 26일 대한민국의 보물 제2027호로 지정되었다.

## 개요
‘도은선생시집 권1～2’는 고려말 문인 도은(陶隱) 이숭인(李崇仁, 1347～1392)의 문집 5권 가운데 권1～2에 해당하는 부분으로 금속활자본이다. 이숭인은 고려를 대표하는 문학가로, 나라에 대한 충절(忠節)이 강해 목은(牧隱) 이색(李穡), 포은(圃隱) 정몽주(鄭夢周)와 함께 고려의 ‘삼은(三隱)’으로 일컬어진다. ‘도은선생시집’은 1406년(태종 6) 태종(太宗)이 이숭인에게 이조판서를 추증하고 ‘문충(文忠)’이라는 시호를 내린 후 그의 문집을 간행하라고 명을 내리자, 변계량(卞季良)이 편집하고 권근(權近)이 서문을 지어 간행하였다.
권근이 서문을 쓴 연도가 1406년이라는 점을 감안할 때 조선 개국 이래 최초의 금속활자인 계미자(癸未字)가 주조된 1403년에서 오래되지 않은 시기에 인출(印出)된 것으로 보이며, 계미자본 인출 시 주로 주석의 글자로 사용된 계미자 중자(中字)의 모습을 확인할 수 있다는 점이 특징이다.
본서의 권두(卷頭)는 산실되어 권근이 쓴 서문의 말미 4행만 남아있고 본문 역시 주석 없이 원문만 있는 권1～2만 수록되어 있어 완전한 모습을 갖추지 못했으나, 현존본이 극히 적은 귀중한 사례라는 점, 조선 개국 이래 가장 먼저 인출된 계미자본의 원형을 확인할 수 있다는 점, 고려와 조선 전환기의 금속활자 인쇄술을 연구할 수 있는 자료라는 점에서 보물로 지정하여 연구하고 보존할 가치가 충분한 자료이다.

## 같이 보기
- 이숭인

## 참고 자료
- 도은선생시집 권1~2 - 국가유산청 국가유산포털